# Baía Sul (Ilha Livinston)

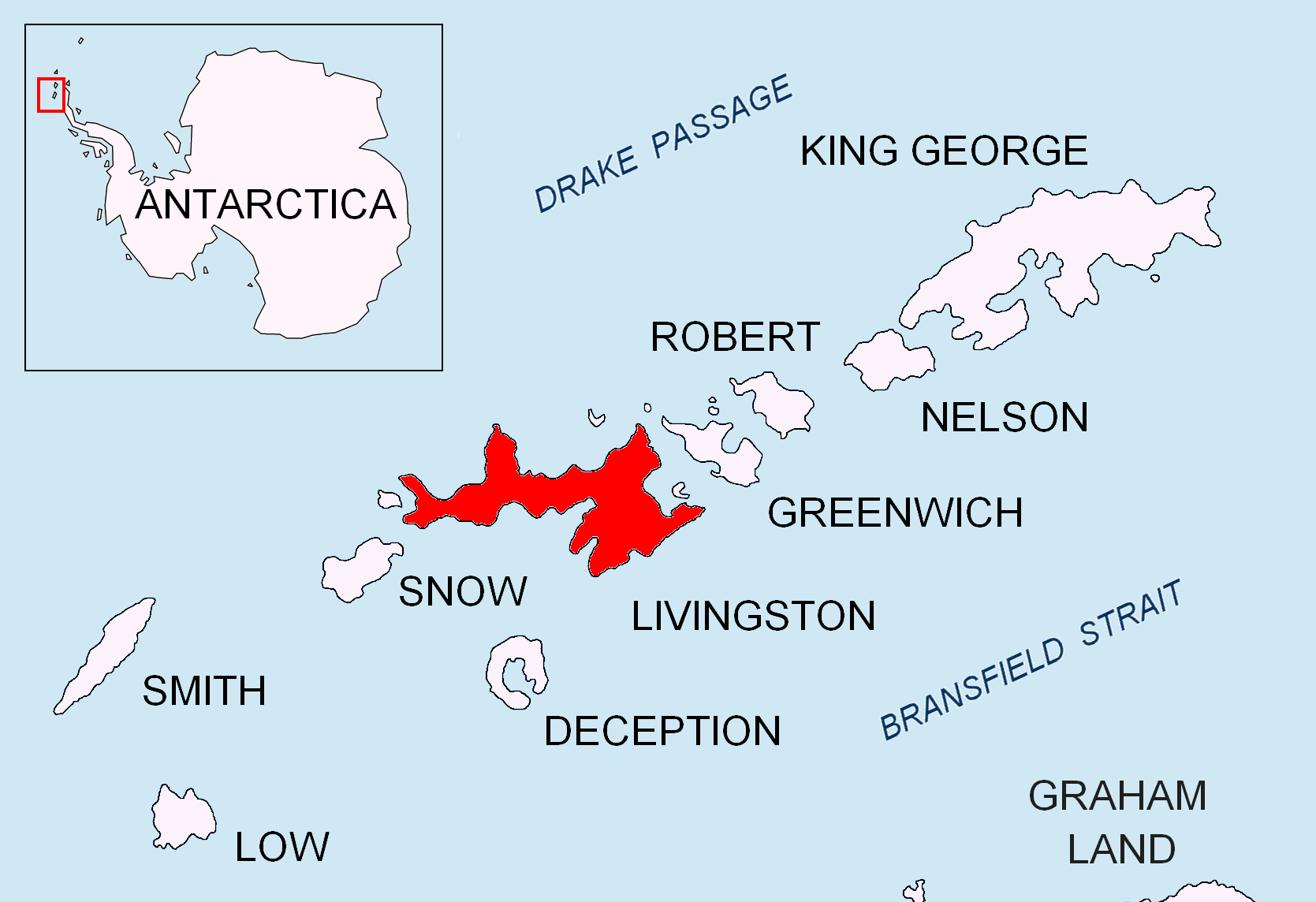
Localização da Ilha Livington nas Ilhas Chetland do Sul

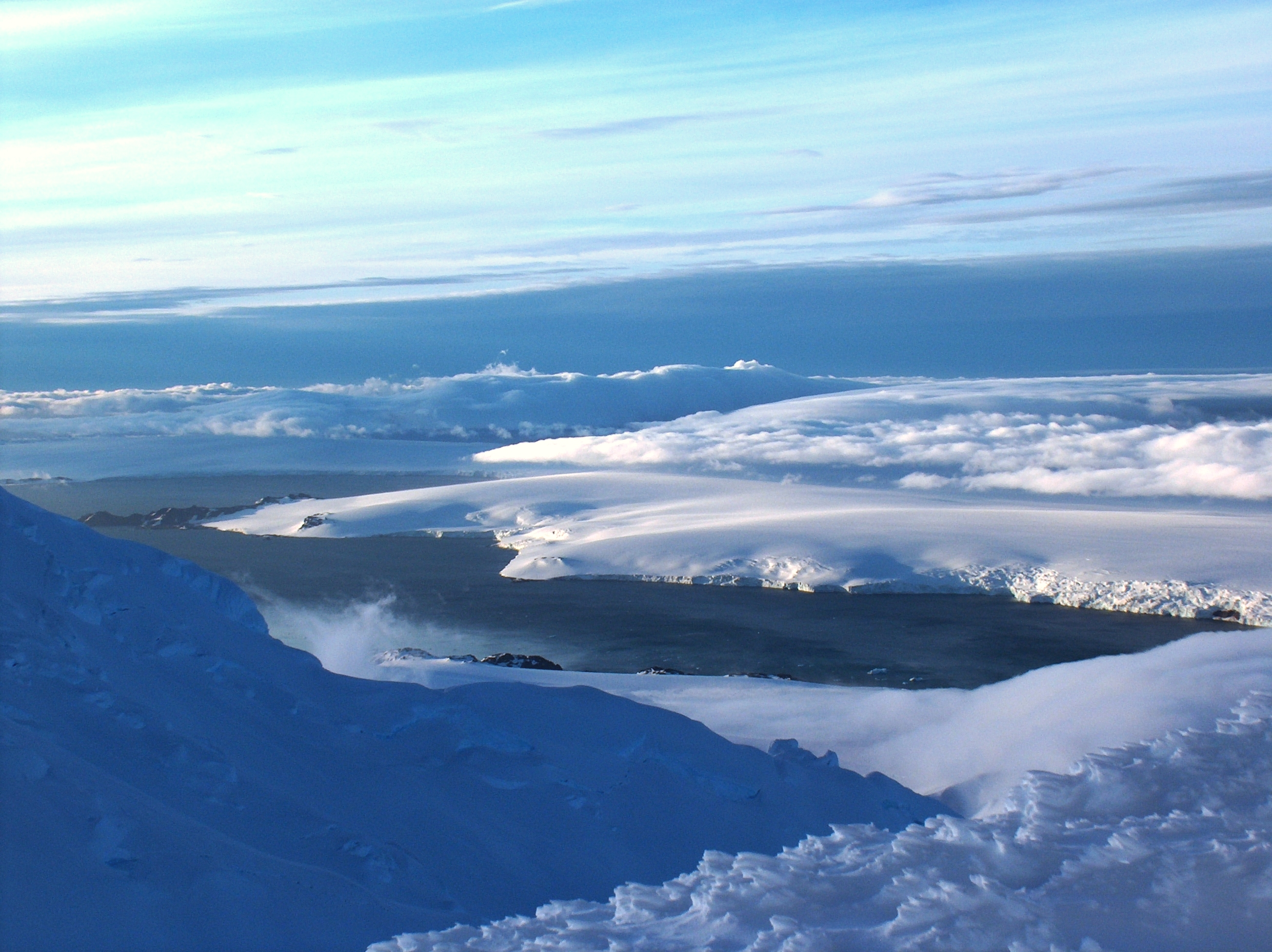
Baía sul a partir do pico de Lyaskovets

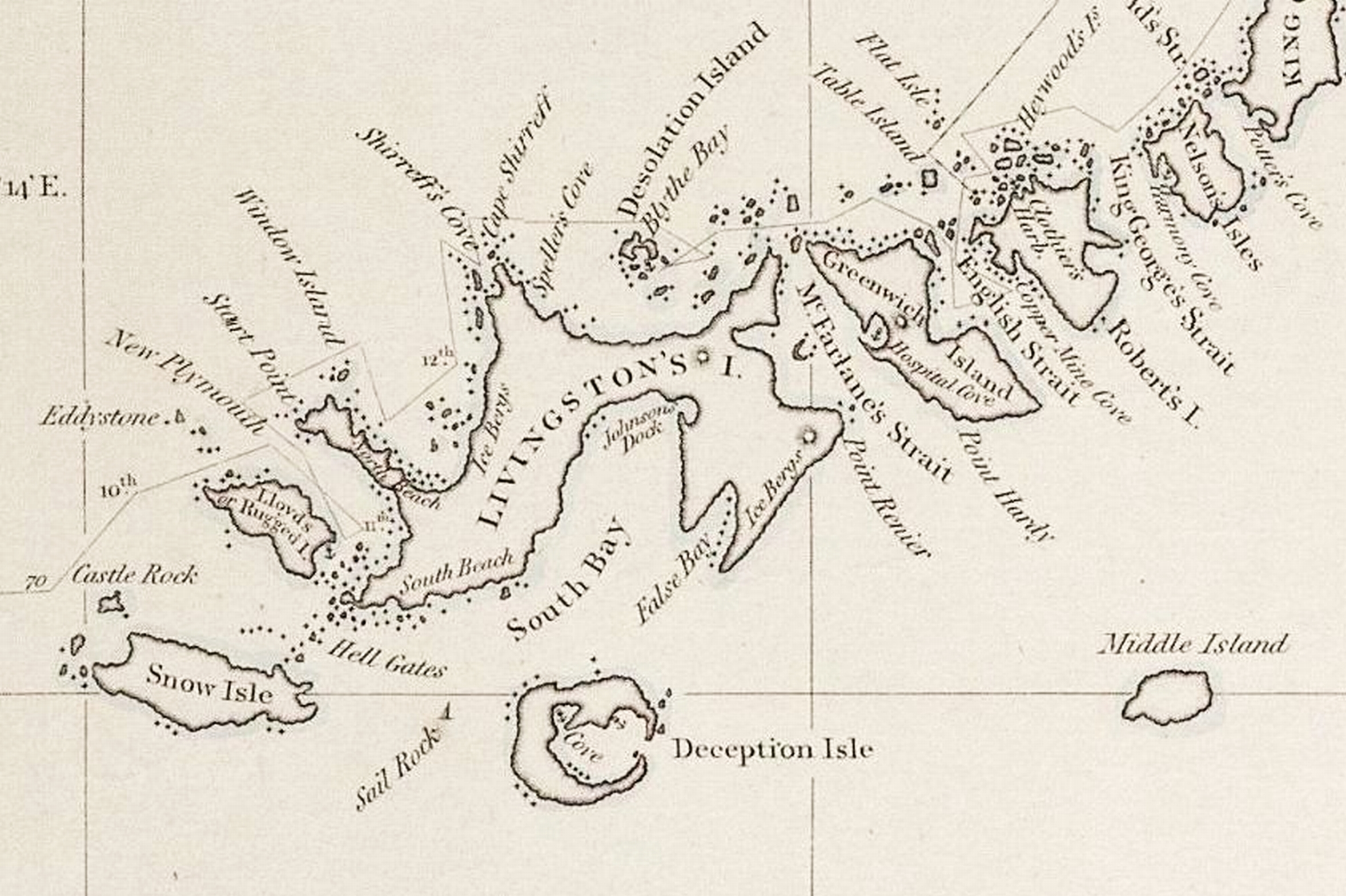
Fragmento da carta de George Powell de 1822 das Ilhas Chetland do Sul e Ilhas Órcades do Sul com South Bay

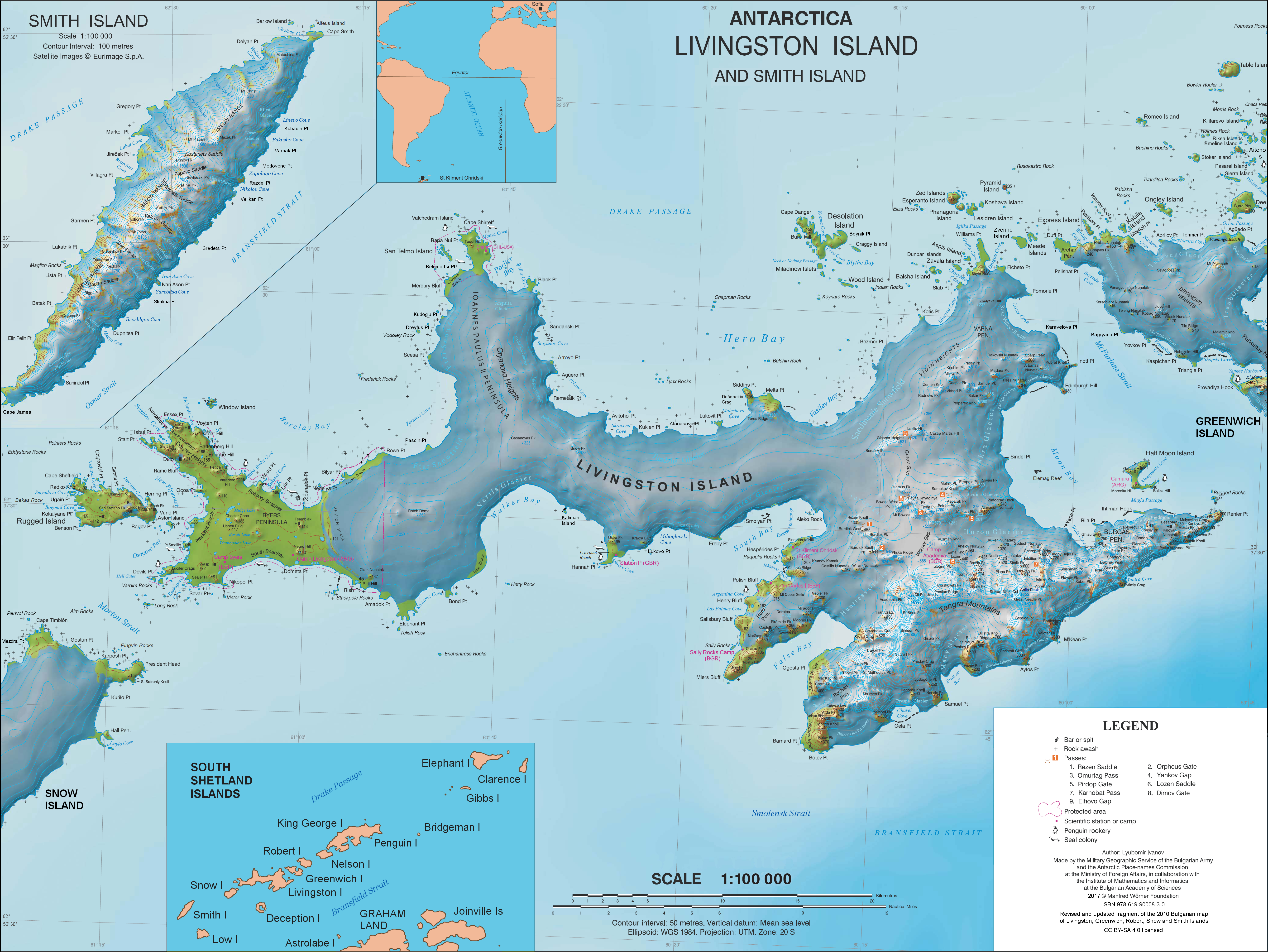
Mapa topográfico da Ilha Livinston

Baía sul ( 62° 40′ S, 60° 28′ O   ) é de largura da baía com 12,5 quilômetros (7,8 mi)   costa sul da ilha de Livinston, nas ilhas Chetland do Sul, Antártica . A baía fica a noroeste da Baía Falsa. 
A Baía sul era conhecida pelos seladores americanos e britânicos desde 1820, e o nome está bem estabelecido no uso internacional há mais de 100 anos. 

## Mapas
- Carta de Shetland do Sul, incluindo Coronação, etc. da exploração da saveiro Dove nos anos 1821 e 1822 por George Powell Comandante da mesma. Escala ca. 1: 200000. Londres: Laurie, 1822.
- Ilhas Shetland do Sul. Escala 1: 200000 mapa topográfico n ° 5657. DOS 610 - W 62 60. Tolworth, Reino Unido, 1968.
- Ilhas Livingston e Decepción. Mapa topográfico em escala 1: 100000. Madri: Serviço Geográfico do Exército, 1991.
- LL Ivanov et al. Antártica: Livinston e Greenwich Island, Ilhas Shetland do Sul . Escala 1: 100000 mapa topográfico. Sofia: Comissão Antártica de Nomes de Lugares da Bulgária, 2005.
- LL Ivanov. Antártica: Ilhas Livingston e Greenwich, Robert, Snow e Smith . Escala 1: 120000 mapa topográfico. Troyan: Fundação Manfred Wörner, 2009. ISBN 978-954-92032-6-4
- Banco de dados digital antártico (ADD). Escala 1: 250000 mapa topográfico da Antártica. Comitê Científico de Pesquisa Antártica (SCAR). Desde 1993, regularmente atualizado e atualizado.
- LL Ivanov. Antártica: Livingston Island e Smith Island . Escala 1: 100000 mapa topográfico. Fundação Manfred Wörner, 2017. ISBN 978-619-90008-3-0 ISBN   978-619-90008-3-0